# Monastero di Santa Maria della Valle
Il monastero di Santa Maria della Valle (detto anche "di Santa Maria della Valle Josafat") è un convento abbandonato di monache benedettine. Sorge in località impervia e isolata, sui monti Peloritani, in un'alta vallata, presso il greto del torrente "Ritiro".

## Storia

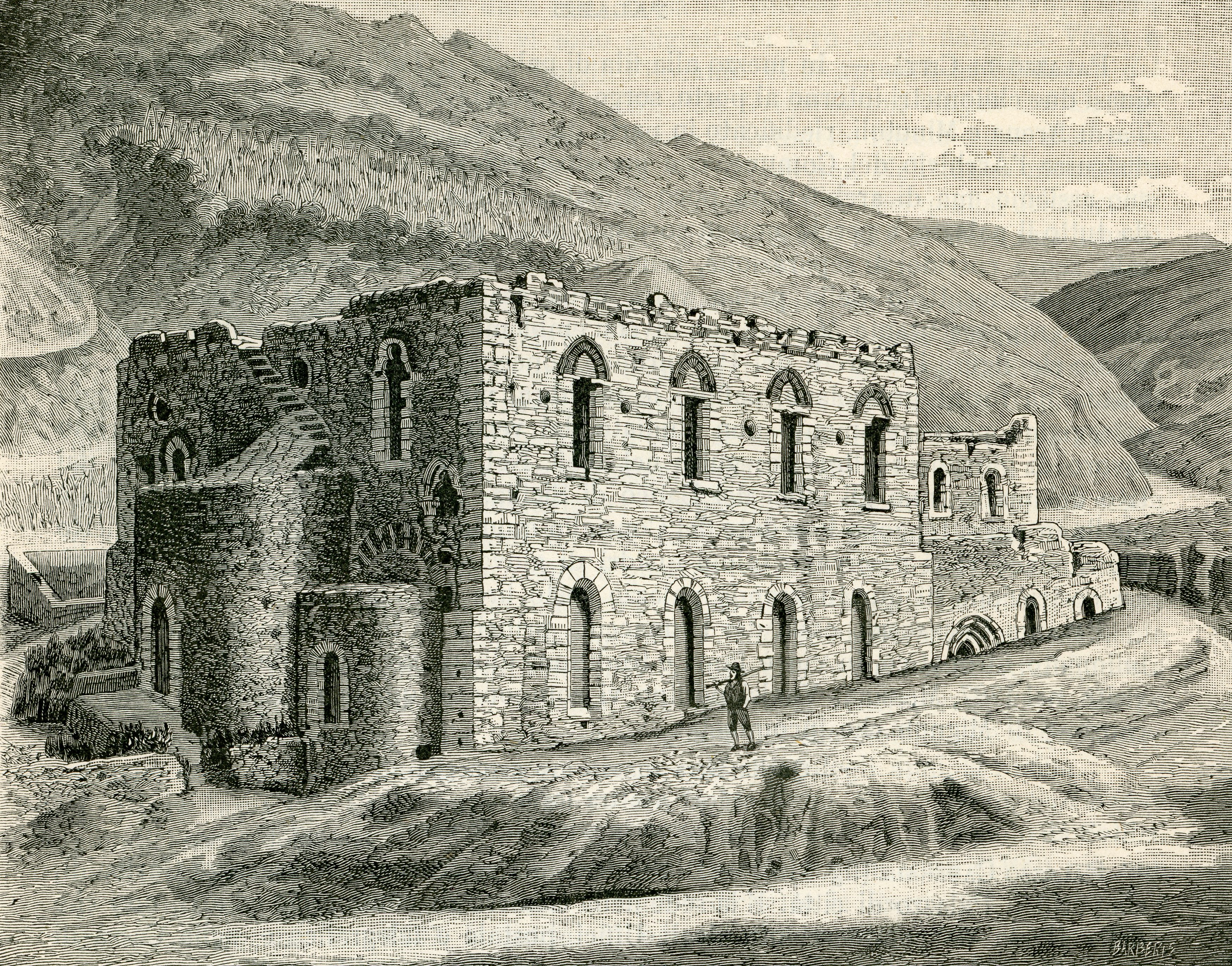
La chiesa in un'incisione del 1892

A partire dalla metà del Trecento, con l'edificazione della chiesa di Santa Maria della Scala, all'interno della cinta muraria di Messina, le monache si stabilirono in città, utilizzando il vecchio convento solo come dimora estiva. A partire dal Concilio di Trento, con l'imposizione della clausura, l'abbandono del monastero divenne definitivo, e il complesso andò incontro alla rovina architettonica.

### Attività di fabbricazione di falsi documentali
Il monastero è noto per essere stato, tra il 1108 e il 1291, un centro importante di produzione di falsi diplomi. L'attività di fabbricazione di falsi documenti avveniva a beneficio di monasteri della Sicilia e di altre regioni dell'Italia meridionale.

## Chiesa di Santa Maria della Valle
Al complesso architettonico appartiene la chiesa di Santa Maria della Valle, chiesa fortezza, un tempo ricchissima di marmi e mosaici. Il progressivo abbandono, e il trascorrere del tempo, fecero sì che la chiesa fosse colmata in gran parte dai detriti alluvionali del torrente; oggi, un adeguato restauro ne ha restituita l'originaria struttura.